# Coelioxys ruzi
Coelioxys ruzi är en biart som beskrevs av toro, Fritz och > 1991. Coelioxys ruzi ingår i släktet kägelbin, och familjen buksamlarbin. Inga underarter finns listade i Catalogue of Life.